# Корисні копалини Івано-Франківської області
Корисні копалини Івано-Франківської області.
Територія Івано-Франківської області багата на корисні копалини. Тут нараховується понад 300 родовищ корисних копалин загальнодержавного і місцевого значення: нафти, газу, калійних і кам'яних солей, самородної сірки, фосфоритів, озокериту, бітумінозних сланців, бурого вугілля, різноманітних будівельних матеріалів, облицювального каменю, прісних і мінеральних вод. Існують перспективи виявлення малопоширених, але цінних корисних копалин, у тому числі золота, поліметалів та інших.
Державним балансом запасів України обліковуються 183 родовища. На решті родовищ геологорозвідувальні роботи не проводились і запаси не оцінювались.
Завдяки проведеним геологорозвідувальним роботам в області виявлені родовища і перспективні площі для виявлення родовищ нафти та газу, калійної та кам'яної солі, самородної сірки, озокериту, горючих сланців, фосфоритів і сировини для виготовлення будівельних матеріалів.
На базі розвіданих родовищ в області працюють підприємства з видобутку і перероблення нафти та газу, розташовані в Долині, Биткові, Надвірній, Богородчанах. Підприємства з видобутку і перероблення калійних солей розташовані в м. Калуш. Значний розвиток в області мають підприємства промисловості будівельних матеріалів, які базуються на родовищах вапняків, мергелю, гіпсу, глин і суглинків, піску і піщано-гравійної суміші, пісковиків.